# ديتلف فون ليلينكرون
ديتلف فون ليلينكرون
فريدريش أدولف أكسل فرايهر فون ليلينكرون Detlev von Liliencron (ولد في 3 يونيو 1844 في كيل – ومات في 22 يوليو 1909 في ألت رالشتيت التي صارت جزءا من هامبورغ منذ عام 1937) هو شاعر وكاتب قصصي ومسرحي ألماني.

## نبذة مختصرة
ولد ديتلف فون ليلينكرون في عام 1844 في كيل. خدم في الجيش وعمل عدة سنوات في وظائف حكومية ثم تحول إلى شغفه وتفرغ للكتابة. صدر ديوانه الأول في عام 1883 بعنوان «نزهات على الخيل لمعاون. وقصائد أخرى». وتلاه «معركة صيفية» 1887 و«تحت الرايات الخفاقة» 1888 و«المتنزه في المرج» 1893. ويعتبر شعره علامات هامة على طريق الحركة الطبيعية الوليدة في أواخر القرن التاسع عشر. ومات ليلينكرون في عام 1909 في ألت رالشتيت ويوجد قبره في مقبرة رالشتيت.

## حياته
أبوه لويس فرايهر فون ليلينكرون وأمه أديلينه (مولودة بلقب فون هارتن). وكان أبوه موظفا في الجمارك وينحدر من عائلة نبيلة أصابها الفقر. التحق ديتلف بالمدرسة العسكرية في برلين، وبدأ سيرته المهنية ضابطا في سلاح الفرسان في الجيش البروسي (واشترك في الحرب البروسية النمساوية في عام 1886 والحرب البروسية الفرنسية 70/1871 حيث كرم عدة مرات ثم فقد حماسه الشبابي للحرب. واضطر بسبب ممارسته القمار وديونه نتيجة ذلك إلى أن يستقيل من الخدمة العسكرية في عام 1875.
ثم هاجر إلى أميركا حيث عمل منذ عام 1875 معلم للبيانو واللغة الألمانية، لكن فترة هجرته تلك لم تدم طويلا، فعاد إلى ألمانيا في عام 1877. وفي عام 1878 وجد وظيفة في الإدراة البروسية. وتزوج هيلينه فون بودنهاوزن، إلا أن الزواج أصابه الفشل وانفصل الزوجان بعد عام واحد. وعين في عام 1882 Hardesvogt في جزيرة بيلفورم في شمال ألمانيا. وهناك كتب قصيدته الشهيرة Trutz blanke Hans ، والتي وصف فيها سقوط مدينة رونجولت الغنية والمغرورة في بحر الشمال والتي كانت تقع قرب بيلفورم. وفي نفس العام رقي كضابط سابق إلى رتبة نقيب في الدفاع البري الاحتياطي.
وفي أكتوبر 1883 عين في منصب Kirchspielvogt في كيلنجهوزن في هولشتاين. وقد ازدادت الديون على ليلينكرون ولهذا السبب لم يعد يستطيع ممارسة الخدمة العامة واضطر إلى الاستقالة. وفي هذا العام انفصل عن هيلين بشكل رسمي.

## الكتابة الأدبية
ومنذ ذلك الوقت بدأ يحاول تكسب قوته من الكتابة. وتعرف على ابنة صاحب مطعم وهي أوجوستا براند وتزوجها في عام 1887. وفي تلك السنة نشر عمله Arbeit adelt. وفي السنة التالية توثقت العلاقة بينه وبين شعراء دائرة شعراء فريدريشسهاجن. وبمساعدة مالية من مؤسسة شيلر قضي بعض الوقت 90/1891 في ميونخ، حيث نشر بعض قصائده في مجلة المجمتع. وهناك اقترب من أوتو يوليوس بيرباوم.
وفي عام 1891 انتقل إلى ألتونا أوتنزن ثم إلى Palmaille وهي ضاحية أخرى في مدينة ألتونا. وهناك كتب بجانب عدة أعمال عمله الأهم Pogfred وتعرف على ريشارد ديمل. وظلت ديون تطارده، وحاول في عام 1898 القيام برحلة لإلقاء شعره لجمع بعض المال. وأخيرا تزوج في عام 1899 بابنة فلاح هي أنا ميشيل، وكانت تلك زيجته الثالثة والأخيرة. وقد انجز مسرحية Überbrettl بسبب ظروف مالية قهرية بعد ذلك بعام.

## السنوات الأخيرة (1901 – 1909)
في عام 1901 حل الهدوء في حياة ليلينكرون المضطربة. ونجح بمساعدة أصدقائه في إيجاد بيت في ألت رالشتيت وخصص له القيصر فيلهلم الثاني مبلغ ألفي مارك سنويا. وفي عيد ميلاده الستين في عام 1904 كرمه الكثير من الأدباء الالمان والنمساويين بكتابة مقالات تثني عليه، وكان منهم ادباء مهمون في ذلك العصر.
وفي عام 1809 كتب سيته الذاتية بعنوان «الحياة والكذب» Leben und Lügen. وفي عامه الأخير 1909 احتفل بعيد ميلاده الخامس والستين، ومنح بتلك المناسبة الدكتوراه الفخرية من جامعة كيل. وقام برحلته الاخيرة إلى الحقول التي جرت فيها الحرب الألمانية الفرنسية. وفي 22 يوليو مات ديتلف ليلينكرون جراء التهاب رئوي.

## أسلوبه الأدبي
من الصعب تصنيف ادب ليلينكرون تحت عصر ادبي محدد. فقصائده تتأرجح بين الطبيعية والرومانسية الجديدة. وتوحي أعماله بتشابهات مع فريدريش نيتشه. ونقده التشاؤمي للثقافة. وقد أثرت قصائد ليلينكرون ونصوصه على ريلكه في شبابه وكذلك هوجو فون هوفمانستال. وخاصة القصائد التي يتناول فيها الحياة العصرية، قد أثرت على بدايات التعبيرية. وتتناول قصائده التي كتبها في المدن الكبرى مثل قصيدة «برودواي في نيويورك» موضوعات عدة تناولها فيما بعد التعبيريون.
أما ديوانه «رحلات على الخيل لمعاون» المنشور في عام 1883 والذي يتضمن نثرا شعريا، فقد احتفل به الطبيعيون الذين كانوا يعتبرون ليلينكرون واحدا منهم ورؤوا فيه فنا شعريا جديدا. ولكن هذا الديوان يظهر الأسلوب النمطي لليلينكرون الذي يبتعد عن الكلاسيكية وكذلك الطبيعية. وكانت رؤيته تجاه عادات الحياة الحديثة أكثر عمقا من الطبيعيين. فهو يمزج العديد من الإدراكات الحسية ويصوغها أدبيا. وقد طور أسلوبه الأدبي الخاص من الإدراكات الذاتية وانعكاسات وجدانه.
وقد ابتعد عن الطبيعيين بقصيدته «الطبيعيون» Die Naturalisten، فهو يتوقع من الفن الأدبي أن يحتوي على الفكاهة ويد الفنان الراقية. وقد أظهر ليلينركون منذ أوائل ما نشر أنه مسيطر على أدوات الفن الأدبي. وقد استخدم بسهولة الأشكال الصعبة للشعر الراقي، كما جرب أشكالا شعرية أخرى. ويلمح القارئ بين سطور أعماله المعاناة والمتاعب التي كابدها ليلينكرون بسبب الديون التي تراكمت عليه. ولذلك فقد رفض من منطلق اخلاقي أسلوب الحياة البرجوازية.
كما أنه اقترب من مبدأ التشاؤم لنيتشه. ولا نجد في شخصية ليلينكرون أية ألفة تجاه مظاهر وعادات الحياة العصرية في المدن الكبيرة. بل نجده ميالا إلى الطبيعة التي صبغت أدبه بصبغة رومانسية.

## روابط خارجية
- ديتلف فون ليلينكرون على موقع الموسوعة البريطانية (الإنجليزية)
- ديتلف فون ليلينكرون على موقع ميوزك برينز (الإنجليزية)
- ديتلف فون ليلينكرون على موقع ديسكوغز (الإنجليزية)